# Харови водорасли
Харовите водорасли (Charophyta) са отдел зеленоподобни водорасли (Viridiplantae), включващ най-близките родственици на висшите растения. В някои от групите, като полово размножаващите се зелени водорасли, не съществуват клетки с флагелуми. При тях се осъществява полово размножаване и подвижността не е свързана с камшичета, тъй като те напълно липсват. Флагелирани клетки под формата на сперматозоиди се срещат при Charales и Coleochaetales.

## Фологения
Тъй като не включва висшите растения Charophyta е парафилетична група. Charophyta плюс висши растения образуват Streptophyta, която вече е монофилетична група.
- Mesostigmatophyceae
- Klebsormidiophyceae
- Zygnematophyceae
  - Zygnematales
  - Desmidiales
- Charophyceae
  - Coleochaetales
  - Charales